# Styrian Spirit
Styrian Spirit war der Markenname der Styrian Airways AG, einer österreichischen Regionalfluggesellschaft mit Sitz in Unterpremstätten bei Graz (Steiermark).

## Geschichte
Die Styrian Airways AG wurde 2003 von der 2001 gegründeten HGI Beteiligungs AG und einer Einzelperson gegründet. Durch die Beteiligung des Landes Kärnten war Carinthian Spirit ebenso einer der Markennamen. Vorstand seit der Gründung der Gesellschaft bis zum Dezember 2005 war der frühere Lauda Air Manager und spätere FlyNiki Geschäftsführer Otmar Lenz. Anschließend wurde Andreas Rösslhuber Vorstand, der als Sanierungsmanager eingesetzt wurde. Aufgrund der katastrophalen wirtschaftlichen Verhältnisse, die Andreas Rösslhuber feststellen musste, gelang die Sanierung jedoch nicht. Weitere Markennamen waren Slovenian Spirit und Salzburg Spirit. Die primäre Zielgruppe von Styrian Spirit waren Geschäftsreisende, an Wochenenden gab es jedoch auch Angebote für Touristen. Es wurden ausschließlich Canadair-Jets von Bombardier betrieben.
Der Flughafen Salzburg kündigte Ende März 2006 an, er werde sich mit einem Zuschuss von 1,5 Millionen Euro an der Fluglinie beteiligen.

### Insolvenz
Am 24. März 2006 musste die Fluggesellschaft wegen schwerer finanzieller Schwierigkeiten (Schulden von mehreren Millionen Euro) Insolvenz anmelden. Das Konkursverfahren wurde am 28. März 2006 eröffnet. Die Verbindlichkeiten betrugen laut Masseverwalter etwa 9 Millionen Euro. Styrian Spirit war dem Flughafen Graz und dem Flughafen Salzburg noch Lande- und Handlinggebühren der letzten Monate schuldig. Dem Flughafen Graz gingen durch das Verschwinden der Fluggesellschaft Linienverbindungen wie Stuttgart und Zürich verloren. Stuttgart wurde seither von Austrian bedient, Zürich wurde kurzfristig von Swiss übernommen. Ab 2007 wurde Zürich von Robin Hood Aviation bedient, welche jedoch im August 2011 selbst Insolvenz angemeldet hat. Auch dem Flughafen Salzburg gingen Linienverbindungen nach Zürich und Paris verloren.
Im September 2005 wurde auf Betreiben des Kärntner Landeshauptmanns Jörg Haider durch die Hypo-Alpe-Adria-Bank ein Kredit ohne Sicherheiten in Höhe von zwei Millionen Euro an die bereits finanziell schwer angeschlagene Fluglinie vergeben. Die Vorstände der Hypo Alpe Adria-Bank Wolfgang Kulterer und Gert Xander wurden in diesem Zusammenhang wegen Untreue angeklagt. Im Jänner 2013 wurde am Landesgericht Klagenfurt der Prozess um die Vergabe der Kredite der Hypo Alpe Adria an die Styrian Spirit wieder aufgenommen. Beide Vorstände wurden in der Folge zu mehrjährigen Haftstrafen verurteilt.

## Flotte
Die Styrian Spirit-Flotte bestand aus folgenden Typen:
- 4 Bombardier CRJ200 (OE-LSC, OE-LSD, OE-LSE und OE-LSS)
- 1 Bombardier CRJ700 (OE-LSF)

Die beiden Flugzeuge OE-LSE und OE-LSD wurden unter dem Namen Salzburg Spirit und Slovenian Spirit betrieben.